# Cosmophasis triopina
Cosmophasis triopina är en spindelart som beskrevs av Barrion, Litsinger 1995. Cosmophasis triopina ingår i släktet Cosmophasis och familjen hoppspindlar. Inga underarter finns listade i Catalogue of Life.